# Leslie Ward
Leslie Ward (21 de noviembre de 1851-15 de mayo de 1922) fue un retratista y caricaturista británico. Hijo de los artistas Edward Matthew Ward y Henrietta Ward, dibujo o pintó varios retratos que fueron publicados por la revista Vanity Fair, bajo el seudónimo «Spy» («espía», en inglés).
Tras ver una caricatura del profesor Owen hecha por Ward, John Everett Millais presentó a Ward ante Thomas Gibson Bowles –el fundador de la revista– y, el 7 de noviembre de 1868, Ward se unió al grupo de empleados junto a Carlo Pellegrini (conocido como «Ape» o «Singe») donde trabajó durante cuarenta años.
En una entrevista de 1897 hecha a Oliver Armstrong Fry (editor de Vanity Fair) por Frank Banfield de la revista Cassell, dijo que Ward recibía entre 300 y 400 libras por retrato.

## Galería

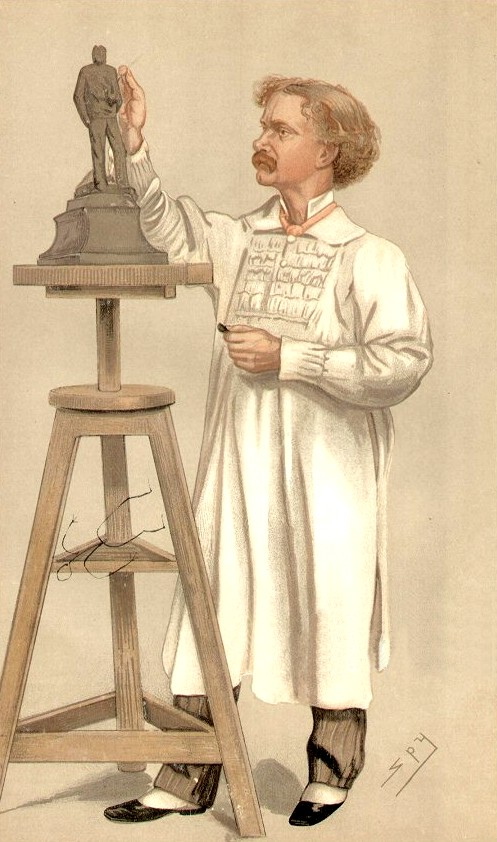
Hamo Thornycroft para Vanity Fair
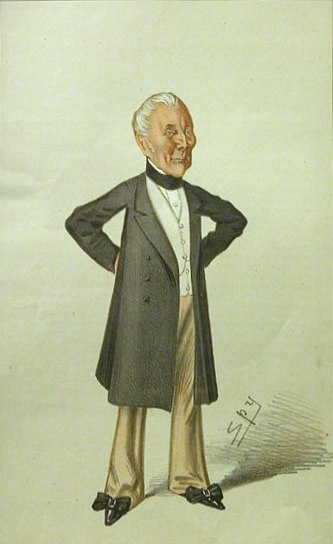
William Maynard Gomm
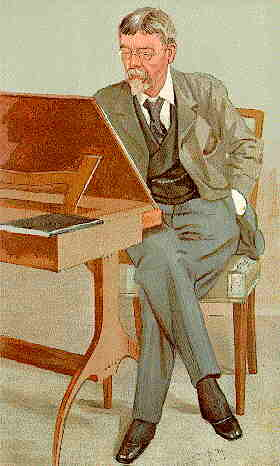
George du Maurier
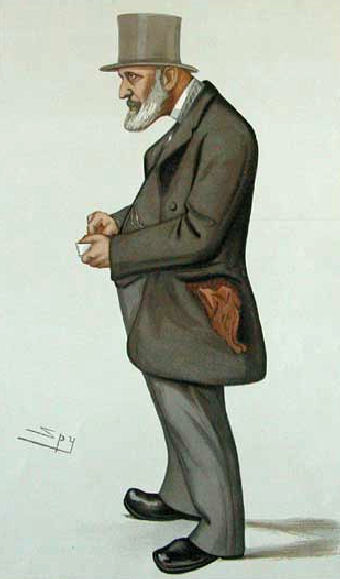
James Edwin Thorold Rogers

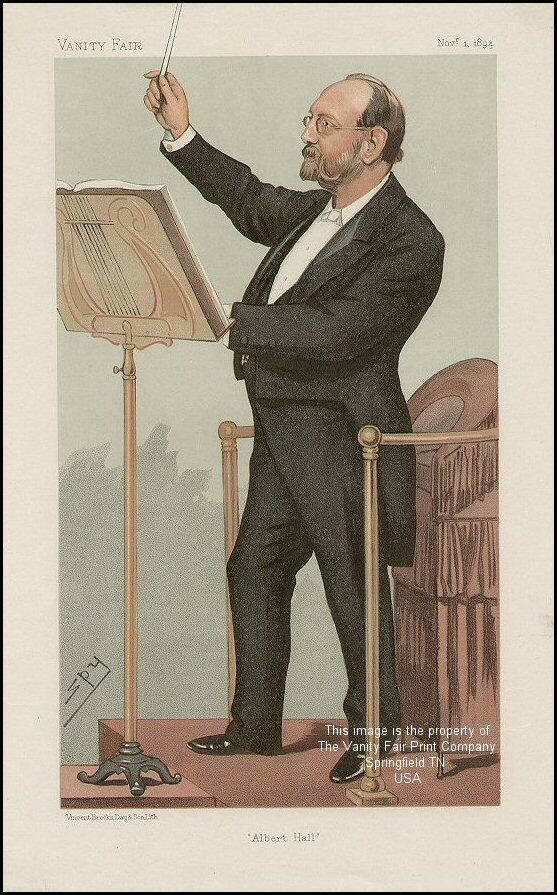
Joseph Barnby
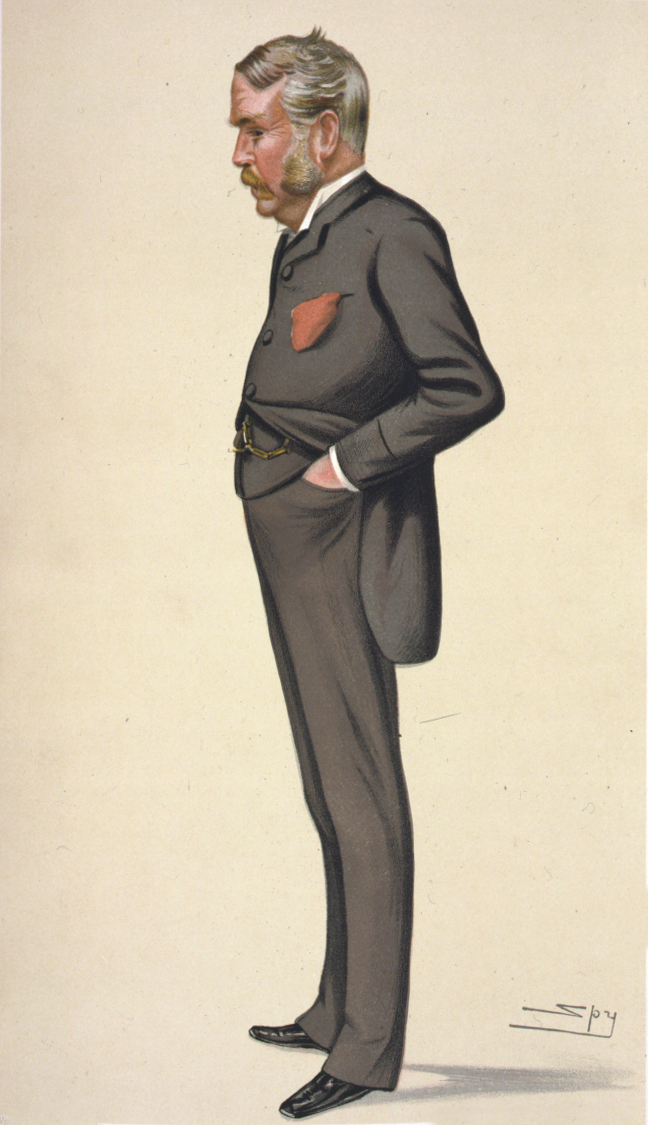
W. S. Gilbert
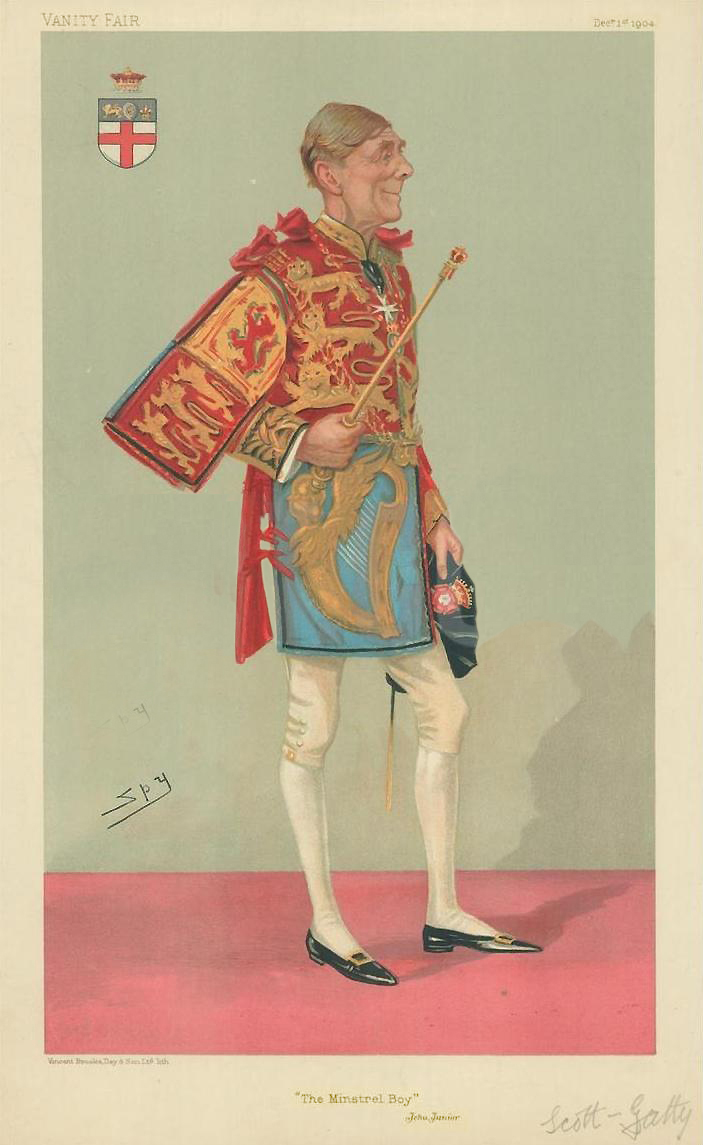
Alfred Scott-Gatty
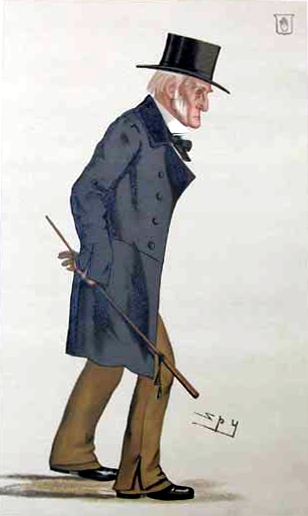
Sir Harry Verney, Segundo Baronet, 15 de julio de 1882